# Masahiko Sawaguchi
Masahiko Sawaguchi (澤口 雅彦 Sawaguchi Masahiko?, nacido el 22 de julio de 1985 en Ibaraki) es un exfutbolista japonés que se desempeñaba como centrocampista.

## Trayectoria

### Clubes
| Club             | País  | Año        |
| ---------------- | ----- | ---------- |
| FC Ryukyu        | Japón | 2008       |
| Fagiano Okayama  | Japón | 2009 -2018 |
| Ococias Kyoto AC | Japón | 2019-2021  |

## Estadística de carrera

### J. League
| Club            | Año   | J. League | J. League | Copa J. League | Copa J. League | Total | Total |
| Club            | Año   | Part.     | Goles     | Part.          | Goles          | Part. | Goles |
| --------------- | ----- | --------- | --------- | -------------- | -------------- | ----- | ----- |
| Fagiano Okayama | 2009  | 39        | 3         | -              | -              | 39    | 3     |
| Fagiano Okayama | 2010  | 27        | 2         | -              | -              | 27    | 2     |
| Fagiano Okayama | 2011  | 37        | 2         | -              | -              | 37    | 2     |
| Fagiano Okayama | 2012  | 41        | 0         | -              | -              | 41    | 0     |
| Fagiano Okayama | 2013  | 13        | 2         | -              | -              | 13    | 2     |
| Fagiano Okayama | 2014  | 6         | 0         | -              | -              | 6     | 0     |
| Fagiano Okayama | 2015  | 6         | 0         | -              | -              | 6     | 0     |
| Fagiano Okayama | 2016  | 24        | 2         | -              | -              | 24    | 2     |
| Fagiano Okayama | 2017  | 25        | 1         | -              | -              | 25    | 1     |
| Total           | Total | 218       | 12        | 0              | 0              | 218   | 12    |